# Кервін (Канзас)
Кервін (англ. Kirwin) — місто (англ. city) в США, в окрузі Філліпс штату Канзас. Населення — 139 осіб (2020).

## Географія
Кервін розташований за координатами 39°40′1″ пн. ш. 99°7′34″ зх. д. / 39.66694° пн. ш. 99.12611° зх. д. (39.667015, -99.125996).  За даними Бюро перепису населення США в 2010 році місто мало площу 2,55 км², з яких 2,47 км² — суходіл та 0,08 км² — водойми.

## Демографія
Згідно з переписом 2010 року, у місті мешкала 171 особа в 87 домогосподарствах у складі 42 родин. Густота населення становила 67 осіб/км².  Було 163 помешкання (64/км²).
Расовий склад населення:
| - 92,4 % — білих - 4,1 % — корінних американців - 0,6 % — чорних або афроамериканців - 1,2 % — осіб інших рас |

До двох чи більше рас належало 1,8 %. Частка іспаномовних становила 2,9 % від усіх жителів.
За віковим діапазоном населення розподілялося таким чином: 18,7 % — особи молодші 18 років, 60,2 % — особи у віці 18—64 років, 21,1 % — особи у віці 65 років та старші. Медіана віку мешканця становила 46,8 року. На 100 осіб жіночої статі у місті припадало 108,5 чоловіків;  на 100 жінок у віці від 18 років та старших — 120,6 чоловіків також старших 18 років.
Середній дохід на одне домашнє господарство  становив 41 448 доларів США (медіана — 31 250), а середній дохід на одну сім'ю — 57 513 долари (медіана — 47 500). За межею бідності перебувало 22,5 % осіб, у тому числі 35,7 % дітей у віці до 18 років та 9,1 % осіб у віці 65 років та старших.
Цивільне працевлаштоване населення становило 77 осіб. Основні галузі зайнятості: освіта, охорона здоров'я та соціальна допомога — 23,4 %, роздрібна торгівля — 13,0 %, транспорт — 10,4 %, будівництво — 10,4 %.